# Ивано-Дарьевка
Ива́но-Да́рьевка (укр. Івано-Дар'ївка) — село в Бахмутском районе Донецкой области Украины. Население по переписи 2001 года составляло 29 человек.